# Rose City (Michigan)
Rose City – miasto w Stanach Zjednoczonych, w stanie Michigan, w hrabstwie Ogemaw.